# 岸信周
岸信周（?—1565年9月22日），日本戰國時代的武將。父親是佐藤信連。
最初以佐藤氏為姓，家祖是藤原秀鄉。

## 生平
生年不詳。仕於齋藤氏。天文11年（1542年），在齋藤道三於大桑城流放主君土岐賴藝的戰鬥中從軍。天文16年（1547年）（一說天文13年（1544）），在加納口之戰中，殺死織田信秀的外甥織田新十郎，受道三下賜感狀。同年，再度參與進攻土岐賴藝。弘治2年（1556年），在長良川之戰中，投向道三的嫡子義龍方。在義龍死後，仕於義龍的兒子龍興。
永祿8年（1565年），與關城城主長井道利一同與投向織田信長的加治田城城主佐藤忠能戰鬥，敗於織田軍援軍，最後與一族一同在居城堂洞城中自殺（堂洞合戰）。

## 子孫
嫡男信房在受信長派遣而來的勸降使者金森長近面前，斬下小孩的首級，而乳母則帶著信房的弟弟秘密逃出城外。女兒（一說名字是榮）亦被乳母帶同逃離，在加治田栃洞區堂洞的東面「姥洞」（姥ヶ洞）藏匿。弟弟信貞亦在堂洞合戰中戰死。有子孫存續到現代。

## 逸話
- 關於從佐藤氏改姓岸氏的理由，在昭和8年（1933年）到堂洞城（日语：堂洞城）調査的縣史跡調査委員伊藤信的報告書中寫下「天文十六年九月二二日，勘解由參加加納口之戰，向岐阜城進發時，鳶在天上飛翔，並掉下一羽，跌在信周的鎧袖上，在取下來看時，羽毛上有一「岸」字。實在是摩利支天的奇端，大喜，於是把家名改為岸」（天文十六年九月二二日勘解由加納口の戦に加はり、岐阜城を発する時、鳶天に飛び一羽落ちて信周の鎧袖に留まる、取り上げ見るに、羽に岸の文字あり。是れ実に摩利支天の奇端なりとて大いに喜び、則ち家名を改めて岸と称す）。在此戰中，殺死織田新十郎，因功而受道三下賜感狀，在關市居住的子孫留下這個傳說。
- 雖然信長希望以高祿重用，不過信周顯示出與主家一同終結的姿態。
- 在堂洞合戰中，18度突進，完全不後退地戰鬥。妻子亦持長刀戰鬥，令人想起坂額的勇戰。
- 在戰死前，向身傍的妻子問「信房在做什麼」（信房はどうしているか）後，回答「北方被擊破，信房被認為戰死」（北の方は打ち破られて信房は討死と思われます），信周立即流涙，妻子大叫「武士在戰場上隕命是常事。我們都快點戰死吧」（武士が戦場で命をおとすは常の習い。さあ私たちも討死を急ぎましょう），並作下辭世歌，信周則對曰，夫婦互刺而死。